# Statue des Poseidon (NAMA 235)

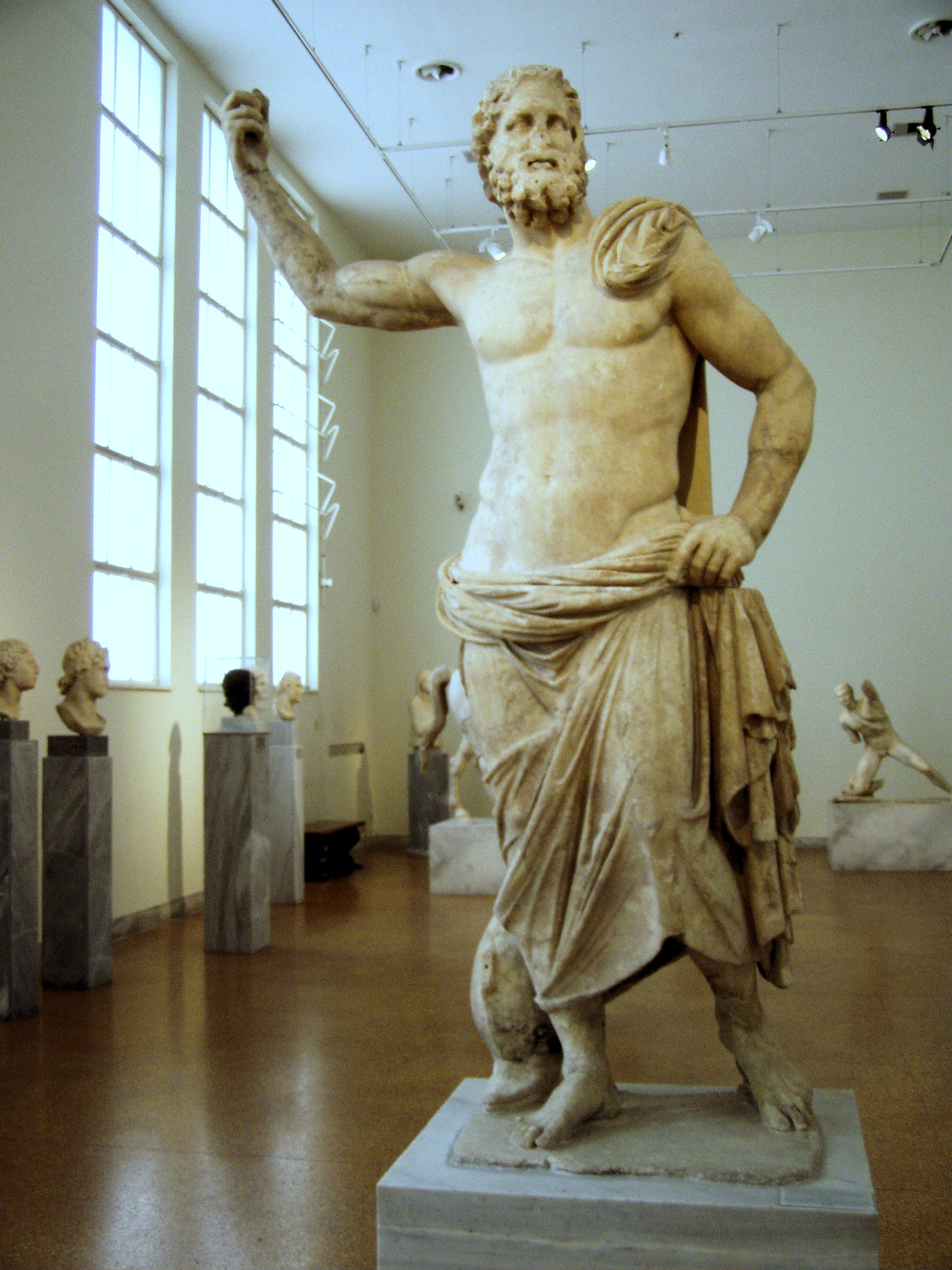
Frontalansicht, zugleich Blick in den Raum 30 des NAMA, im Hintergrund die Reiterstatue eines Generals oder Herrschers und der Verwundete Gallier

Die Statue des Poseidon im Archäologischen Nationalmuseum Athen (NAMA) mit der Inventarnummer 235 wird ins letzte Viertel des 2. Jahrhunderts v. Chr. datiert.
Die Statue wurde 1877 auf der Insel Melos gefunden. Sie wurde aus Parischen Marmor gefertigt und hat eine Höhe von 2,35 m und ist damit überlebensgroß. Sie wurde aus mehreren Stücken wieder zusammengesetzt. Teile des linken Fußes sowie des Himations sind modern ergänzt. Teile der Nase, des Bartes und des Haupthaares fehlen. Der am Oberkörper weitestgehend nackte Gott des Meeres steht in einer Ehrfurcht gebietenden Geste, mit weit von sich gestrecktem und erhobenem muskulösem rechten Arm, der früher wohl einen Dreizack hielt, vor dem Betrachter. Um die Hüften ist das Himation geschwungen und bedeckt auch weite Teile der Beine und vor allem die Geschlechtsteile. Mit der linken Hand hält er den Überwurf an der linken Beckenseite zusammen. Auch der Rücken wird zum Teil bedeckt, ein Teil des Tuches liegt über der linken Schulter. Das rechte Bein ist das Stand-, das linke Bein das Spielbein. Nicht nur die Armmuskeln, auch die Muskeln des restlichen Körpers sind fein herausgearbeitet. Der Kopf ist leicht nach links gewandt und schaut in die Ferne. An der hinteren rechten Seite der Statue ist ein Delfin wiedergegeben, der als Statuenstütze fungiert. Die Pose ist ein Standard vor allem für die drei Hauptgötter Zeus, Poseidon und Hades.